# Intorno alla Luna
Intorno alla Luna (in francese Autour de la Lune), edito anche come Attorno alla luna, Giro intorno alla Luna e Viaggio intorno alla Luna, è un romanzo scientifico del 1870 di Jules Verne che fa da continuazione a Dalla Terra alla Luna del 1865, una delle più famose opere precorritrici della moderna fantascienza. Animato dalla straordinaria suspense ritrovabile in molte opere del Verne, questo romanzo prefigura un'impresa poi effettivamente realizzata, la conquista della Luna.

## Trama
Tre uomini, Nicholl, Barbicane e Michele Ardan, hanno scelto di partire per la Luna, e il primo dicembre del 1865 il loro sogno sta per realizzarsi. La costruzione mastodontica del proiettile e del cannone è stata ultimata e quella sera devono partire alla volta del satellite terrestre. I tre hanno deciso di portare con loro due cani, viveri per un anno e sostanze che, tramite determinate reazioni chimiche, possono produrre ossigeno. Alle dieci vengono chiusi dentro l'obice metallico, calati nel cannone e quarantasette minuti dopo, Murchison accenderà la miccia. Dentro è tutto ben legato e i tre avventurieri accendono il sistema di illuminazione a gas, e si mettono comodi aspettando la partenza.
All'ora prestabilita viene accesa la miccia e in un solo istante, con un boato terribile, il proiettile si alza in volo lasciandosi dietro un'enorme scia bianca. All'interno del proiettile tutti hanno perso i sensi. Il primo a risvegliarsi è Ardan che, dopo aver riacceso il sistema di illuminazione (che intanto si era spento a causa del lancio), sveglia anche Barbicane e Nicholl. La prima cosa che fanno è togliere le lastre metalliche dagli oblò per vedere dove si trovano... sono nello spazio. All'improvviso vedono un oggetto enorme che si avvicina, e spaventati si chiedono cosa fare. Nonostante ciò l'oggetto passa molto lontano senza colpirli. Ardan si ricorda dei due cani e trova la femmina Diana in ottime condizioni, però non si può dire altrettanto del maschio Satellite il quale, in pessimo stato, muore.
Il giorno successivo Barbicane dà qualche lezione di algebra al francese Michele, il quale non ne capisce nulla, ma è comunque deciso a sapere come è stata calcolata la rotta. Durante la spiegazione Nicholl si accorge che i calcoli fatti dall'osservatorio di Cambridge sono sbagliati e che la potenza del cannone non è sufficiente per superare il punto neutro tra Terra e Luna, in cui l'attrazione gravitazione dei due corpi celesti risultano uguali. Successivamente però Barbicane dice che, nonostante abbiano sorpassato il punto dopo il quale sarebbero caduti sulla Terra, si stanno ancora allontanando da essa. L'unica opzione plausibile trovata dai due americani è che la quantità di esplosivo usato è stata maggiore di quella richiesta, permettendogli una spinta adeguata. Decidono anche di aprire per un solo istante un oblò per lanciare fuori il cane morto, e così fanno, solo che il corpo del cane continua a seguirli per il resto del viaggio, dato che ha subìto la stessa accelerazione del proiettile.
Anche il quarto giorno di dicembre Barbicane e Nicholl rispondono a molte curiosità del francese, mentre il proiettile continua il suo viaggio. Il quinto giorno i tre viaggiatori sono molto emozionati, se tutto fosse andato bene sarebbero atterrati sulla Luna, ma purtroppo la loro traiettoria è stata deviata dall'attrazione gravitazionale dell'enorme oggetto incontrato all'inizio del viaggio. Saputo ciò i viaggiatori decidono di sfruttare la loro condizione facendo rilevamenti del territorio lunare, sia per confrontare le mappe già esistenti, sia per cercare possibili forme di vita. All'inizio però trovano solo deserti aridi e montagne desolate. Il mattino raggiungono il polo nord e poco dopo si trovano nella parte nascosta della Luna, dove i raggi solari non arrivano e quindi la Luna scompare improvvisamente.
Barbicane continua ad osservare i movimenti del proiettile e si accorge che forse stanno descrivendo un'iperbole che li potrebbe allontanare dal satellite e scaraventare nello spazio profondo. Improvvisamente un asteroide incandescente passa davanti al proiettile e, esplodendo, illumina per un attimo la faccia nascosta della Luna, e ai tre avventurieri pare di vedere laghi e foreste, poi tutto si oscura nuovamente e non hanno più occasione di sapere se avevano visto bene oppure era solo un'illusione. Rientrano nuovamente nella faccia illuminata e, dopo aver capito che stanno descrivendo un'ellisse attorno alla Luna, ricominciano le loro osservazioni del territorio mentre si allontanano dal satellite. Capiscono subito che avrebbero continuato a orbitare in eterno, e quindi decidono di usare la poca propulsione dei razzi sotto all'obice per cambiarne la traiettoria e raggiungere la Luna. Così fanno, ma la propulsione non è sufficiente per raggiungere la Luna, e il proiettile prosegue secondo la sua traiettoria naturale, che, come i passeggeri scoprono poco dopo, lo conduce di nuovo verso la Terra. A questo punto stanno per cadere sul pianeta, ma con una velocità tale da distruggere completamente il proiettile.
Nel frattempo nell'Oceano Pacifico una nave, la Susquehanna, sta facendo dei rilevamenti sui fondali marini quando improvvisamente una palla infuocata le passa davanti inabissandosi. Qualche marinaio avanza l'ipotesi che possa trattarsi del proiettile sparato dalla Florida giorni prima. Vanno subito al porto per chiamare altre navi e tornano nel luogo dell'impatto per salvare i tre avventurieri presenti nella navicella. Su una di queste navi c'è anche il fedele J. T. Maston, grande amico di Barbicane, che dopo la sua partenza si era recato all'Osservatorio giorno e notte per cercarlo nel cielo. Finalmente trovano l'obice e lo portano a riva.
Barbicane, Nicholl e Michele Ardan si sono salvati e sono pronti a raccontare il loro viaggio, che in poco tempo diventa l'argomento più diffuso in tutto il mondo.

## Aspetti scientifici
- A bordo del vagone-proiettile, l'ossigeno non è immagazzinato in serbatoi ma prodotto chimicamente. Anche l'anidride carbonica viene eliminata con mezzi chimici.
- Durante il viaggio verso la Luna il proiettile non riceve altre spinte o sollecitazioni, dopo esser stato sparato dal Columbiad, quindi si muove esclusivamente per inerzia (ad esclusione, forse, di un punto all'inizio e di un altro verso la fine). Questo significa che il proiettile è in caduta libera. Questo fatto è messo in evidenza dal corpo del cane morto che continua a "seguire" il proiettile, fatto narrato dall'autore con un certo pathos (uno dei due cani portati a bordo muore all'inizio e il suo cadavere viene gettato nel vuoto).
- Oltre alle impressionanti anticipazioni, Verne ha commesso in questo romanzo alcuni errori (ora evidenti grazie all'astronautica):

dato che il vagone-proiettile è - come detto - in caduta libera, la sensazione di peso al suo interno dovrebbe essere assente: questo è quanto succede nei viaggi astronautici, in assenza di accelerazione. Invece, nel romanzo di Verne, la gravità all'interno del vagone-proiettile è inizialmente quella della Terra, e diminuisce via via che il proiettile si allontana dal pianeta, fino a raggiungere un "punto morto" in cui il peso dentro il proiettile sparisce. Nell'occasione i personaggi si divertono a danzare per aria, finché, oltrepassato detto punto, la gravità ritorna, questa volta in direzione della Luna.
- Cent'anni dopo anche l'equipaggio di Apollo 11 si ritrovò ad avere un oggetto che li seguiva a distanza; anziché il cadavere di un cane, era uno dei pannelli che raccordavano il terzo stadio del vettore Saturn V al modulo di servizio e che si era staccato quando avevano estratto il LEM dal suo alloggiamento.